# Фрозолоне
Фрозолоне (итал. Frosolone) — коммуна в Италии, располагается в регионе Молизе, в провинции Изерния.
Население составляет 3273 человека (2008 г.), плотность населения составляет 66 чел./км². Занимает площадь 50 км². Почтовый индекс — 86095. Телефонный код — 0874.
Покровителем коммуны почитается святой Эгидий, празднование 1 сентября.

## Демография
Динамика населения:

## Администрация коммуны
- Официальный сайт: http://www.comune.frosolone.is.it/